# Ауде-Ветерінг
А́уде-Ве́терінг (нід. Oude Wetering) — село у муніципалітеті Каг-ен-Брассем, у нідерландській провінції Південна Голландія, другий за кількістю населення, після села Рулофарендсвен, населений пункт муніципалітету. Назва села походить від назви каналу, що обмежує село зі сходу. До 1 січня 2009 року село підпорядковувалося муніципалітету Алкемаде.

## Історія
Вперше поселення Ауде-Ветерінг згадується в історичних документах 1342 року, а загалом ця територія була заселена ще з X століття. Основними заняттями мешканців села були рибальство і виготовлення човнів.

## Розташування
Село Ауде-Ветерінг розташоване на північний схід від адміністративного центру муніципалітету — села Рулофарендсвен, на кордоні із провінцією Північна Голландія. З півночі село обмежене каналом Рінгварт, що сполучає озерну систему Кагерплассен на заході із озером Вестейндерплассен на сході, а зі сходу — каналом Ауде-Ветерінг, що сполучає канал Рінгварт із озером Брассемермер.
Площа села становить 1 км², з яких близько 0,74 км² займає суходіл і 0,26 км² — водна поверхня.

## Транспорт
З 3 серпня 1912 року по 31 грудня 1935 року через Ауде-Ветерінг проходила залізнична лінія Хофдорп — Лейден, тут розташовувалася однойменна залізнична станція.
В сучасному Ауде-Ветерінгу громадський транспорт представлений лише двома міжміськими автобусними маршрутами:
- № 56 (в один бік — на Лейден, Лейдердорп, Ауд-Аде, Рейпветерінг, Ньїве-Ветерінг і Рулофарендсвен, в інший — на Леймейден)[3]
- № 365 (в один бік — на Лейден, Лейдердорп і Рулофарендсвен, в інший — на Хофдорп, Де-Хук і аеропорт Схіпгол)[4].

Ауде-Ветерінг з'єднується мостовим переходом із сусіднім містом Ветерінгбрюг (провінція Північна Голландія).

## Демографія
Станом на 2012 рік в Ауде-Ветерінгу мешкало 3 120 осіб, з яких 1 615 чоловіків та 1 505 жінок. За віком населення розподіляється наступним чином:
- особи у віці до 15 років — 18%,
- особи у віці від 15 до 25 років — 16%,
- особи у віці від 25 до 45 років — 23%,
- особи у віці від 45 до 65 років — 35%,
- особи у віці старше 65 років — 6%.

З усіх мешканців близько 7% мають іноземне походження, більшість з них — близько 3% — європейці.

## Видатні мешканці
- Ренц Роттевел[nl] — нідерландський ковзаняр, народився в Ауде-Ветерінгу.

## Культура
З початку XX століття Ауде-Ветерінг є популярним місцем для любителів водних видів спорту, тут діють школа яхтсменів, прокати човнів, причали та човнові станції.
На території села розташовано 4 національні пам'ятки:
- реформатська церква, зведена 1691 року і перебудована 1843 року,
- ремонстрантська церква 1645 року,
- особняк XVIII століття,
- житловий будинок початку XIX століття.

Також є 20 пам'яток місцевого значення, переважно, особняки XIX століття.

## Галерея

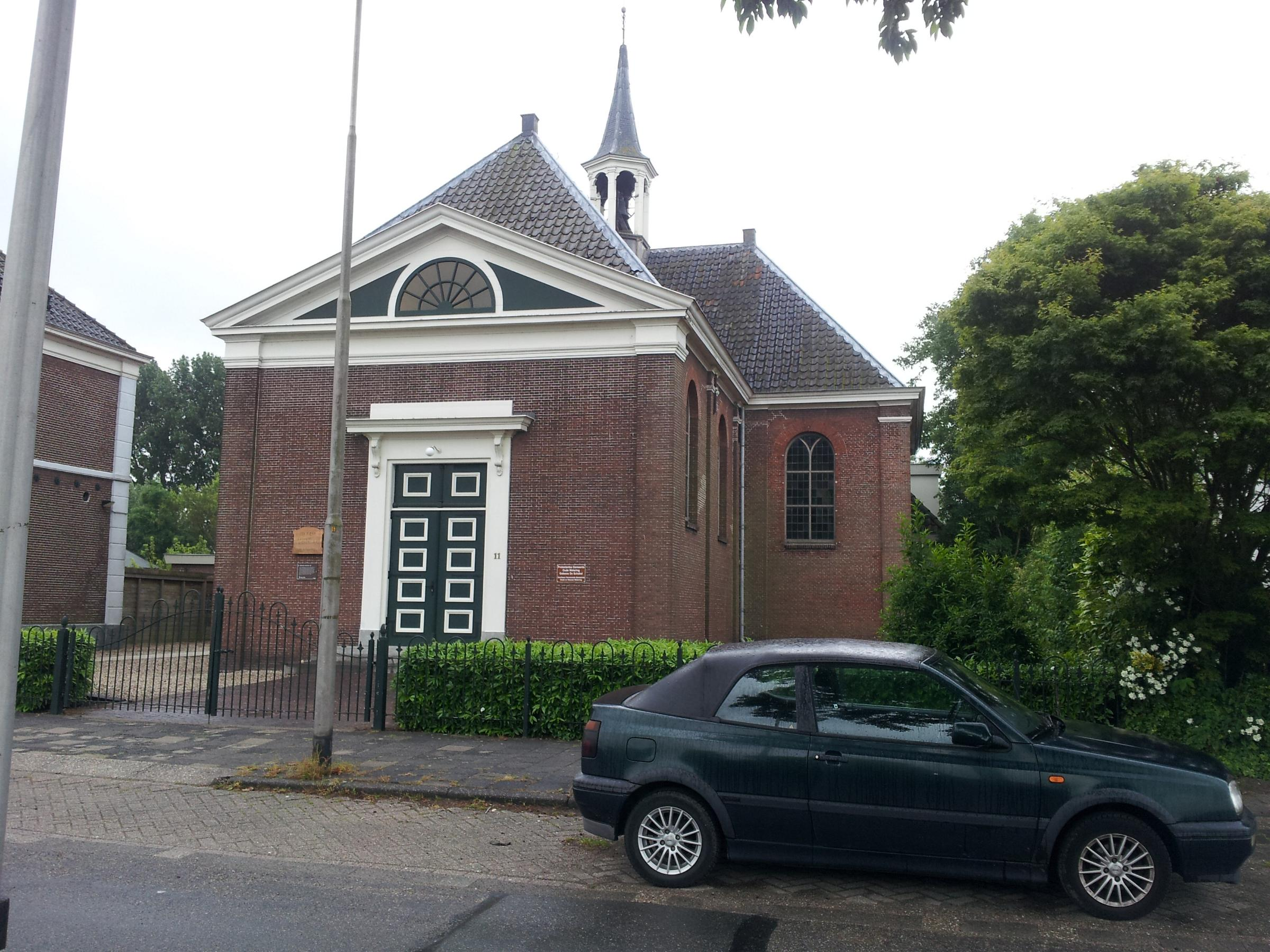
Реформатська церква
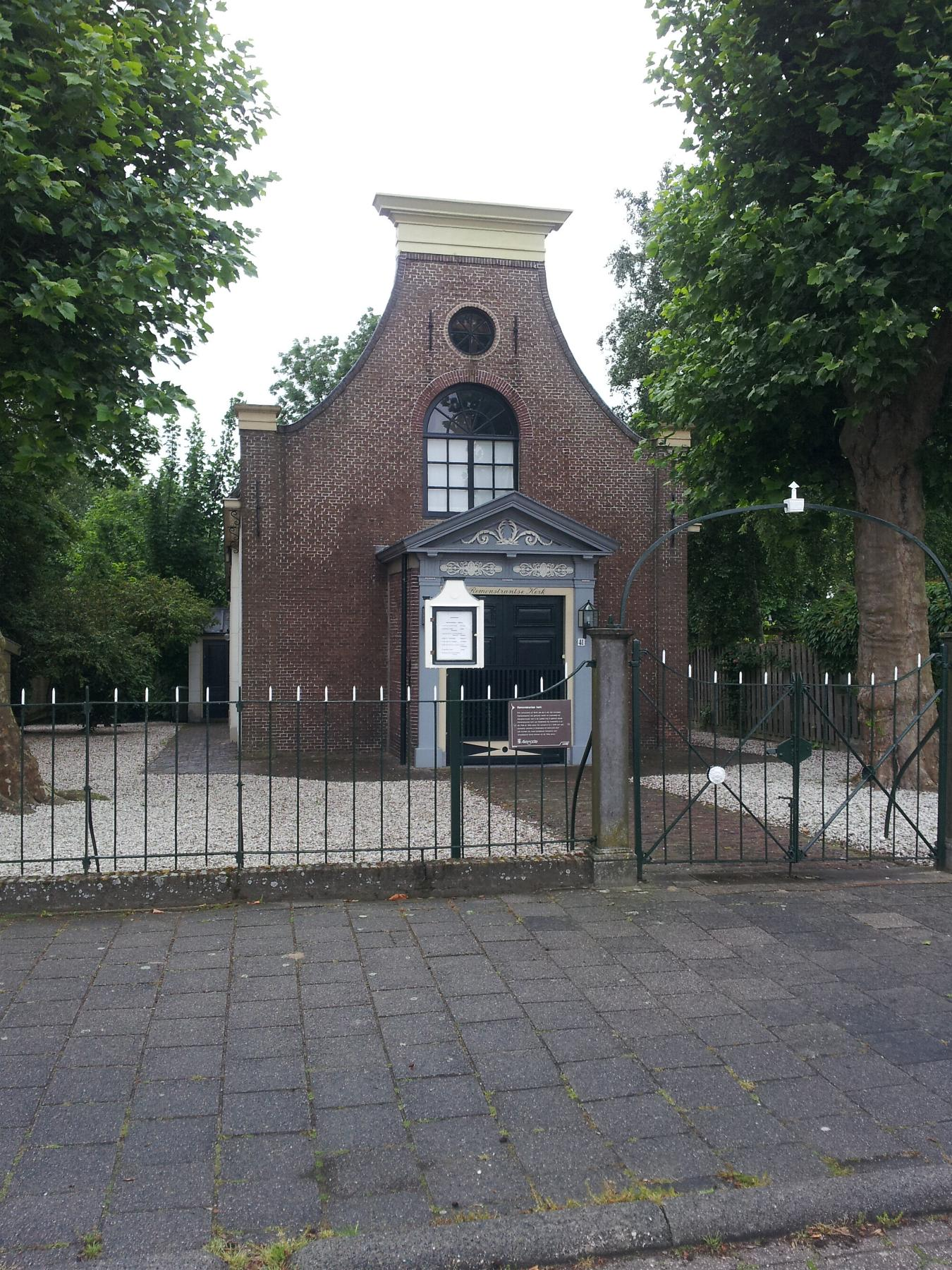
Ремонстрантська церква
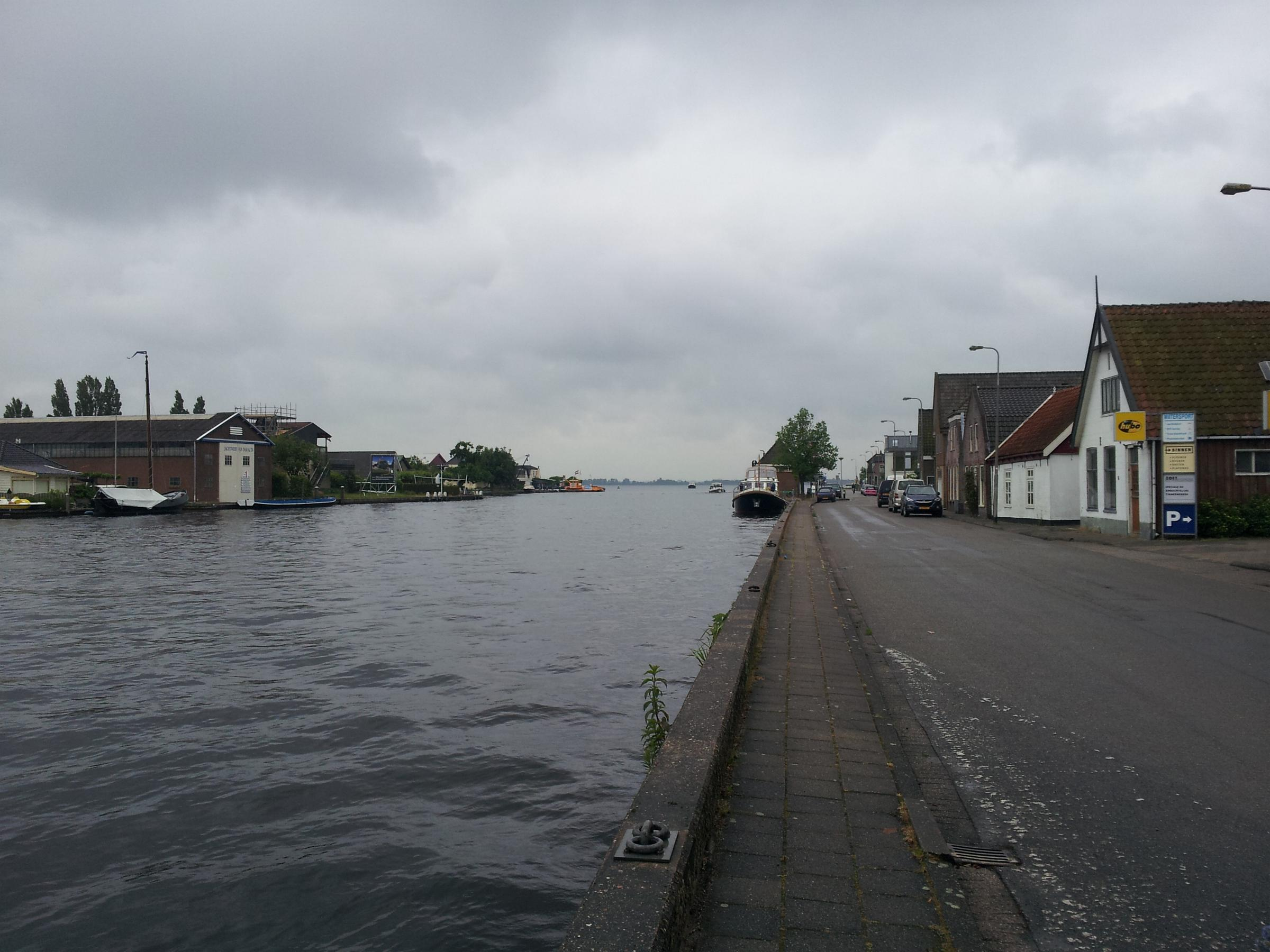
Канал Ауде-Ветерінг